# Ospriocerus tequilae
Ospriocerus tequilae là một loài ruồi trong họ Asilidae. Ospriocerus tequilae được Martin miêu tả năm 1968. Loài này phân bố ở vùng Tân nhiệt đới.